# Máquina de garra

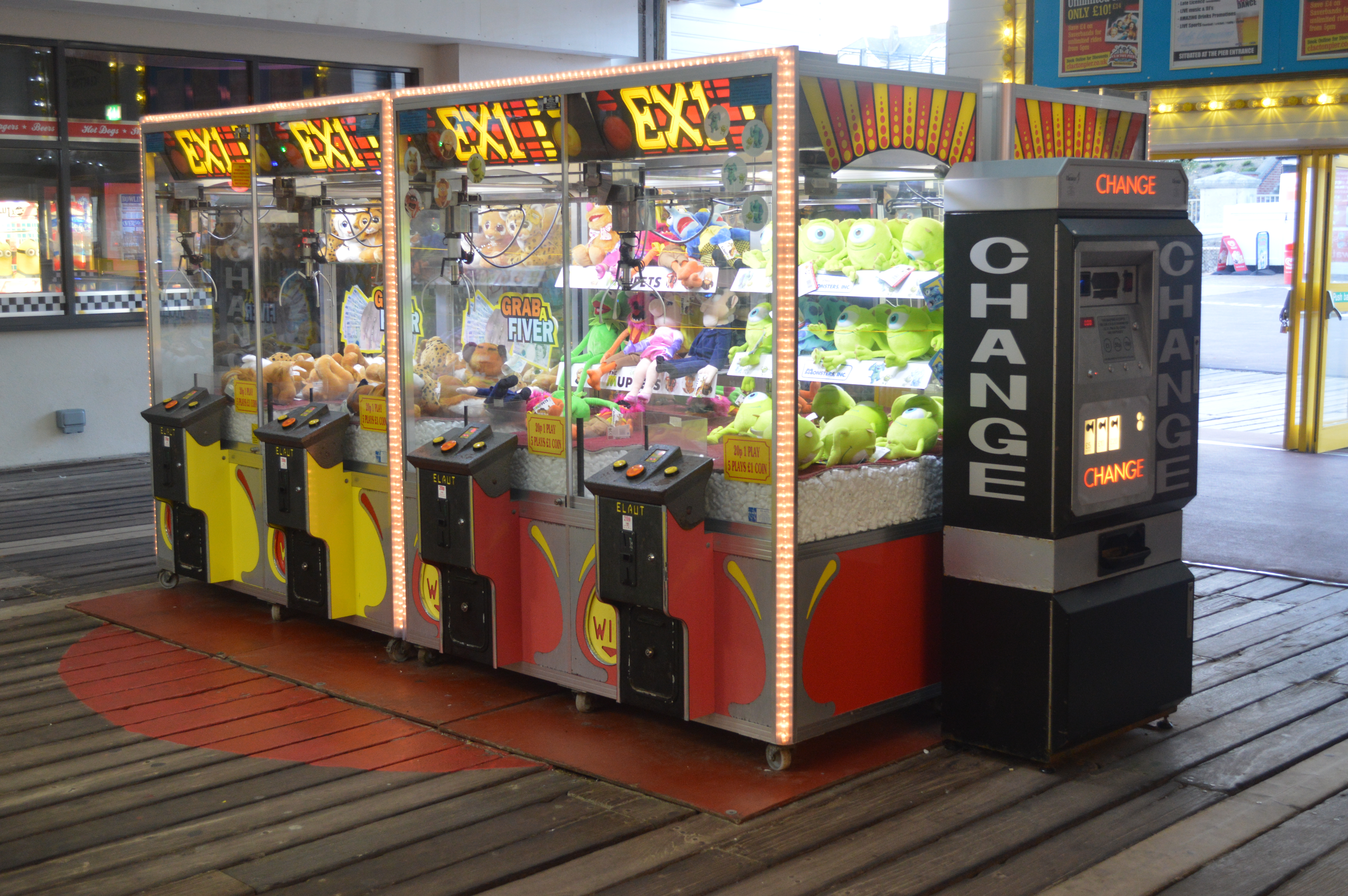
Un conjunto de máquinas de garra en Clacton-on-Sea, Inglaterra

Una máquina de garra es un juego de arcade electromecánico que contiene una muestra de mercancía que puede ser ganada al jugar el juego. Se encuentra comúnmente en lugares como salas de videojuegos, supermercados, restaurantes, salas de cine y centros comerciales.

## Componentes de la máquina
Una máquina de garra consta de muchas partes, pero los componentes básicos son una placa de circuito impreso (PCB), fuente de alimentación, detector de moneda, pantalla de crédito / temporizador, joystick, mazo de cables, conjunto de pórtico, conjunto de bobina y garra. La garra tiene tres dedos si es un diseño tradicional o dos dedos si se trata de las máquinas "UFO catcher" de estilo asiático. Rara vez hay cuatro.
Los conjuntos de pórtico de las máquinas de garra suelen constar de dos carros móviles principales. El primero controla el movimiento a lo largo del eje de avance y retroceso. Este es el largo conjunto de rieles móviles. Sobre estos rieles se encuentra el carro de pórtico o caja de pórtico. Este es el componente real del que está suspendida la garra, y contiene los motores para el movimiento lateral, junto con el motor y las poleas para el movimiento de la garra en el eje Y estos pórticos también contienen una serie de pequeños interruptores electrónicos, que se encargan de avisar a la placa principal cuando los carros han alcanzado sus límites de movimiento, así como cuando la garra está arriba o abajo.
Los gabinetes principales para máquinas de garras se construyen típicamente con tableros de fibra de densidad media, con estructuras de soporte internas de madera o metal. Algunos gabinetes más modernos están hechos de aleación de aluminio, lo que hace que sea más fácil de reubicar y más económico de producir. Muchas máquinas de garras de muy alta gama tienen iluminación LED completa en la parte delantera, detrás de un panel de plástico parcialmente transparente.
La mitad superior de la máquina normalmente consta de un marco de metal, con ventanas de vidrio de seguridad templado. La marquesina de la máquina, generalmente ubicada encima o detrás de la parte superior de la ventana de vidrio, es típicamente un panel acrílico con un gráfico que muestra letras en negrita, que lee el modelo de la máquina.
El campo de juego de la máquina de garra es la plataforma sobre la que se ubican los premios, típicamente construida de aleación de aluminio o fibra de densidad media.

## Jugabilidad y tipos de premios

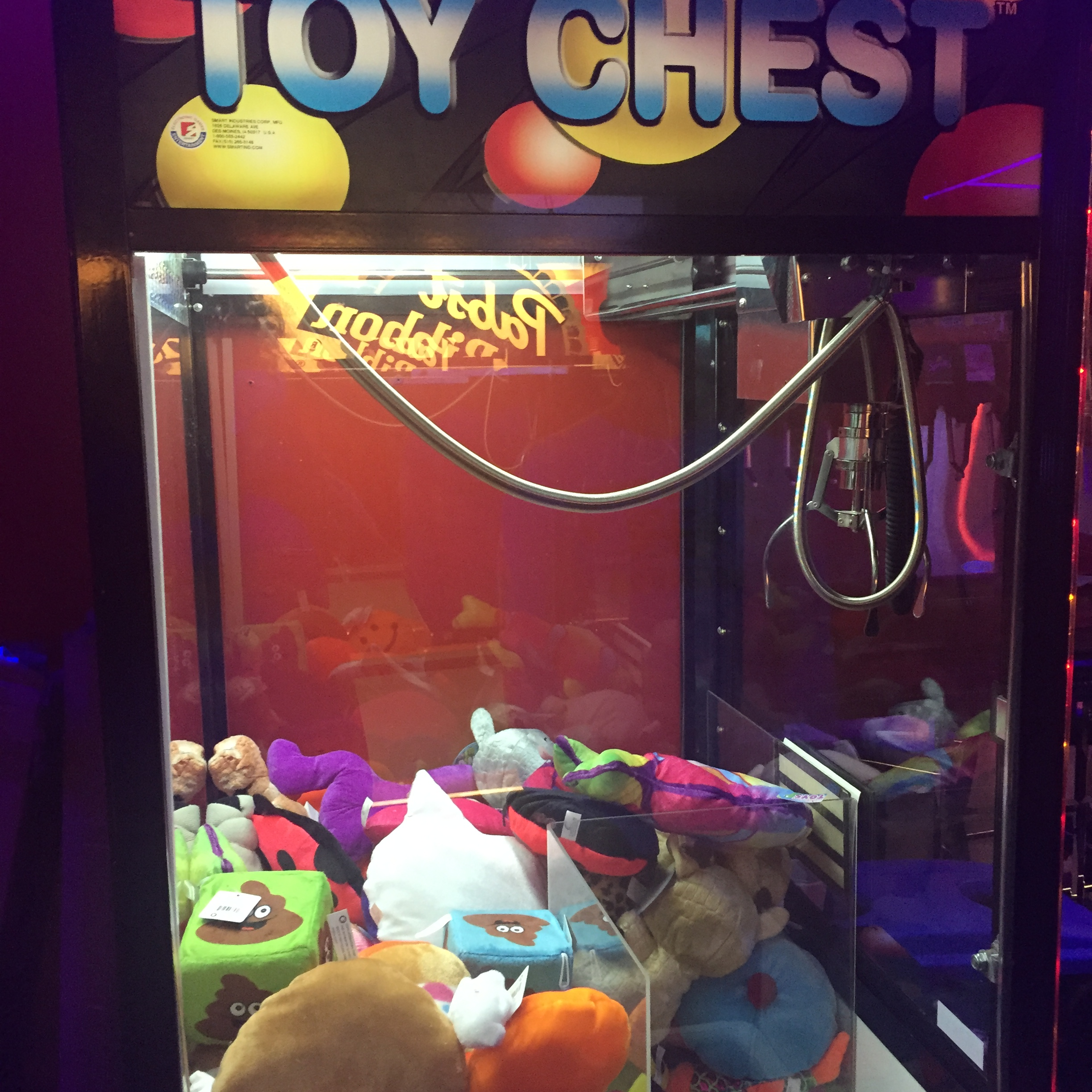
El frente de vidrio de una máquina de garra

Por lo general, en Asia y Europa, las máquinas de garra utilizan el sistema de juego "up and across" intensivo en habilidades. Aquí es donde el jugador cuenta con dos botones, uno para el movimiento hacia adelante y otro para el movimiento lateral. Cada botón solo se puede presionar una vez, y tan pronto como se suelta el último botón, se suelta la garra. Este fue el sistema original de movimiento utilizado en las máquinas desde la década de 1960 y es más popular en países como el Reino Unido y Japón.
Otro método de movimiento para las máquinas de garras es el popular joystick de control. Aquí es cuando el jugador tiene el control total de la garra en todas las direcciones, y se usa un botón separado para desplegar la garra. Esto se está volviendo mucho más popular, ya que hace que las máquinas de garras sean mucho más fáciles para los inexpertos.
Otro método de movimiento de la garra es el estilo de movimiento electromecánico muy antiguo, en el que el jugador mueve la garra con una pequeña rueda antes de insertar el dinero. La garra cae inmediatamente cuando se inserta el dinero y es accionada por un solo motor. El mecanismo de garra se cierra cuando se tira de la cuerda de caída. Este es un tipo de máquina muy raro de encontrar. Por lo general, estas máquinas se fabricaban antes de la década de 1960.
Las máquinas de garra se diseñaron inicialmente para llevarse pequeños premios como dulces, joyas o incluso cigarrillos. Sin embargo, se movieron más hacia el mercado de juguetes para niños a medida que las máquinas se hicieron más grandes y más capaces.